# Instituto de Neurociencias de la Junta de Beneficencia de Guayaquil
El Instituto de Neurociencias de la Junta de Beneficencia de Guayaquil, anteriormente conocido como Hospital Psiquiátrico Lorenzo Ponce, es conocido por su ayuda al tratamiento de enfermedades mentales y regentado por la Junta de Beneficencia de Guayaquil desde principios del siglo XX.

## Historia
Conocido en la ciudad de Guayaquil originalmente como Manicomio Vélez, abrió sus puertas en 1881 gracias a su mentalizador, José Vélez. Vélez no permaneció indiferente ante las necesidades de personas que deambulaban por la ciudad con claros indicios de locura, proponiendo así la creación de un lugar que brindara cuidados necesarios. Es así que con la ayuda desinteresada de guayaquileños más las anualidades recibidas del Banco Central para las obras en la ciudad, se pudo construir el hospital.
El solar donde fue construido el manicomio perteneció a a los padres Jesuitas, quienes lo habían donado al Colegio San Vicente como casa de recreo pero, al estar alejado de la ciudad fue cedido al gobierno ecuatoriano del entonces presidente Antonio Borrero (1875-1876).
El edificio fue inaugurado el 2 de febrero de 1881.
En 1887, el manicomio, que quedaba en la calle Julián Coronel, fue entregado por el Municipio de Guayaquil a la Junta de Beneficencia Municipal que era la encargada de estas obras.
Las mejoras para el manicomio y su distribución se realizaron en 1892 dando también cabida a una sección para los convalecientes del hospital civil. Para 1896, el incendio grande destruyó la mitad de la ciudad pero el manicomio no fue afectado.
La crisis económica llegó al manicomio, Don Manuel Galecio y su esposa, conocidos filántropos, ayudaron con un donativo en 1898.
Para 1908 el edificio había sufrido un gran deterioro, en esos momentos la Junta de Beneficencia recibió la importante donación de Lorenzo Ponce y junto a esta el préstamo del Banco Central del Ecuador para la construcción del nuevo manicomio. El nuevo edificio fue concluido en 1909 pero solo en abril de 1910, después de la llegada de la cocina pedida a Europa, el manicomio Lorenzo Ponce abrió sus puertas.

## Nueva Etapa
Debido al desarrollo en los estudios de enfermedades mentales en 1934 y de atender a personas no solo de la ciudad sino de todo el país el manicomio cambió su nombre a Hospital Psiquiátrico Lorenzo Ponce en 1954.

## Actualidad
La Junta de Beneficencia decidió cambiar el nombre del hospital a Instituto de Neurociencias, inaugurándolo así el 26 de mayo de 2011. Este cambio de nombre es justificado por el desarrollo que adquirió el hospital y sus colaboradores en los estudios psiquiátricos y la complejidad de estos. Esto implica una modernidad total y absoluta, obteniendo hoy en día el certificado de calidad ISO 9001t.